# Mingxing Film Company
Mingxing Film Company (明星影片公司S, Míngxīng Yǐngpiān GōngsīP, lett. "Stella Lucente Film Company") fu una società di produzione cinematografica durante gli anni '20 e '30 del Novecento durante la Repubblica Cinese. Fondata a Shanghai, la società operò dal 1922 fino al 1937, quando fu chiusa in modo permanente a causa della seconda guerra sino-giapponese.

## Storia
Fondata nel 1922 da Zhang Shichuan, Zheng Zhengqiu e Zhou Jianyun, Mingxing, insieme alle compagnia nate in quegli anni come la Dazhonghua Baihe Film Company e Tianyi Film Company, fu una delle tre società dominanti negli anni '20 del Novecento cinese. Durante questo periodo, tutti e tre gli studi erano conosciuti per la produzione di intrattenimento "leggero" ma anche spettacoli di sottile critica sociale, ereditati dal movimento del 4 maggio 1919.
La società cinematografica produsse, fin dai primi anni di vita, cortometraggi comici come Laborer's Love del 1922. Nel 1923, la società ha prodotto orfani Rescues nonno, che è diventato un successo commerciale e con essa sono stati assicurati fortune di Mingxing. Nei primi anni '30, Mingxing diventò lo studio cinematografico leader in Cina, dominando il mercato contro il concorrente principale, la Lianhua Film Company. Nel 1931, produsse il primo film sonoro cinese, Sing-Song Girl Red Peony, una co-produzione tra la Mingxing e la Pathé per il supporto sonoro. Tuttavia, il suono era su disco pre registrato, e il primo film sonoro sound-on-film realizzato in Cina venne prodotto dalla Tianyi Film Company. Durante la metà degli anni '30 la Mingxing e la Lianhua divennero le principali case di produzione cinematografica di Shanghai. Con la morte del co-fondatore Zheng Zhengqiu nel 1934, e l'avvento della guerra nel 1937, la Mingxing fu obbligata a chiudere in maniera permanente.

## Filmografia parziale
- Laborer's Love (1922) (Dir. Zhang Shichuan)
- The Burning of the Red Lotus Temple (1928) (Dir Zhang Shichuan)
- Spring Silkworms (1933) (Dir. Cheng Bugao)
- Wild Torrents (1933) (Dir. Cheng Bugao)
- The Boatman's Daughter (1935) (Dir. Shen Xiling)
- Crossroads (1937) (Dir. Shen Xiling)
- Street Angel (1937) (Dir. Yuan Muzhi)